# ماسدنیو فرناندز
ماسِدُنیو فرناندز (به اسپانیایی Macedonio Fernández) ( ۱۸۷۴ - ۱۹۵۲ )رمان‌نویس، فیلسوف، وکیل و شاعر بی بدیل آرژانتینی. او از دوستان پدر بورخس و استاد اصلی بورخس بود و بر نسلی از نویسندگان پیشروی آرژانتینی، همچون کورتاثار و ریکاردو پیگلیا، تاثیر گذاشته است. شاخص ترین اثری که از ماسِدُنیو منتشر شده رمان تحسین شده‌ی «موزه رمان ابدی» ( Museo de la Novela de la Eterna ) است که پس از مرگش و در سال ۱۹۶۷ به چاپ رسید. 